# 杭州水上巴士

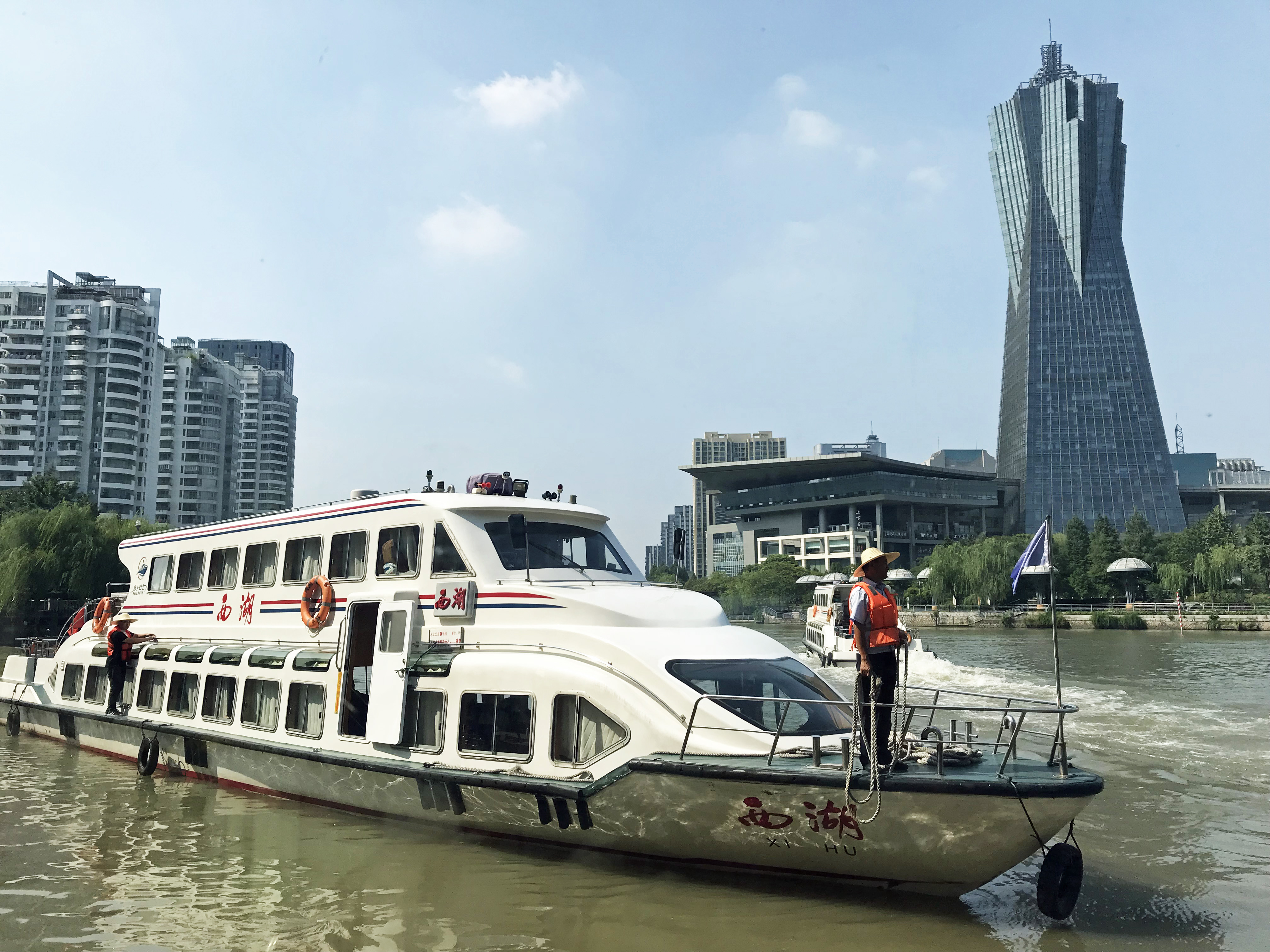
杭州水巴于西湖文化广场武林门码头附近

杭州水上巴士是杭州市内运行于运河以及市区河道上的水上公交系统，于2004年10月28日正式开通，由杭州市水上公共观光巴士有限公司负责经营。水上巴士是杭州“五位一体”公交网络体系的组成部分，承担了水上公共交通与观光旅游的职能。

## 线路与码头

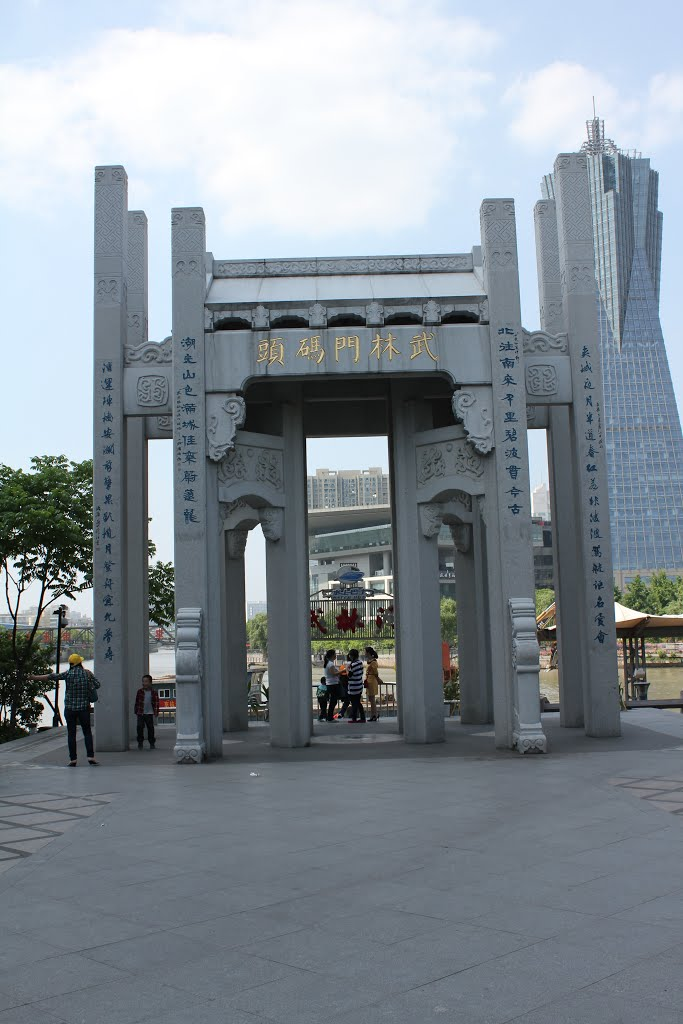
武林门码头

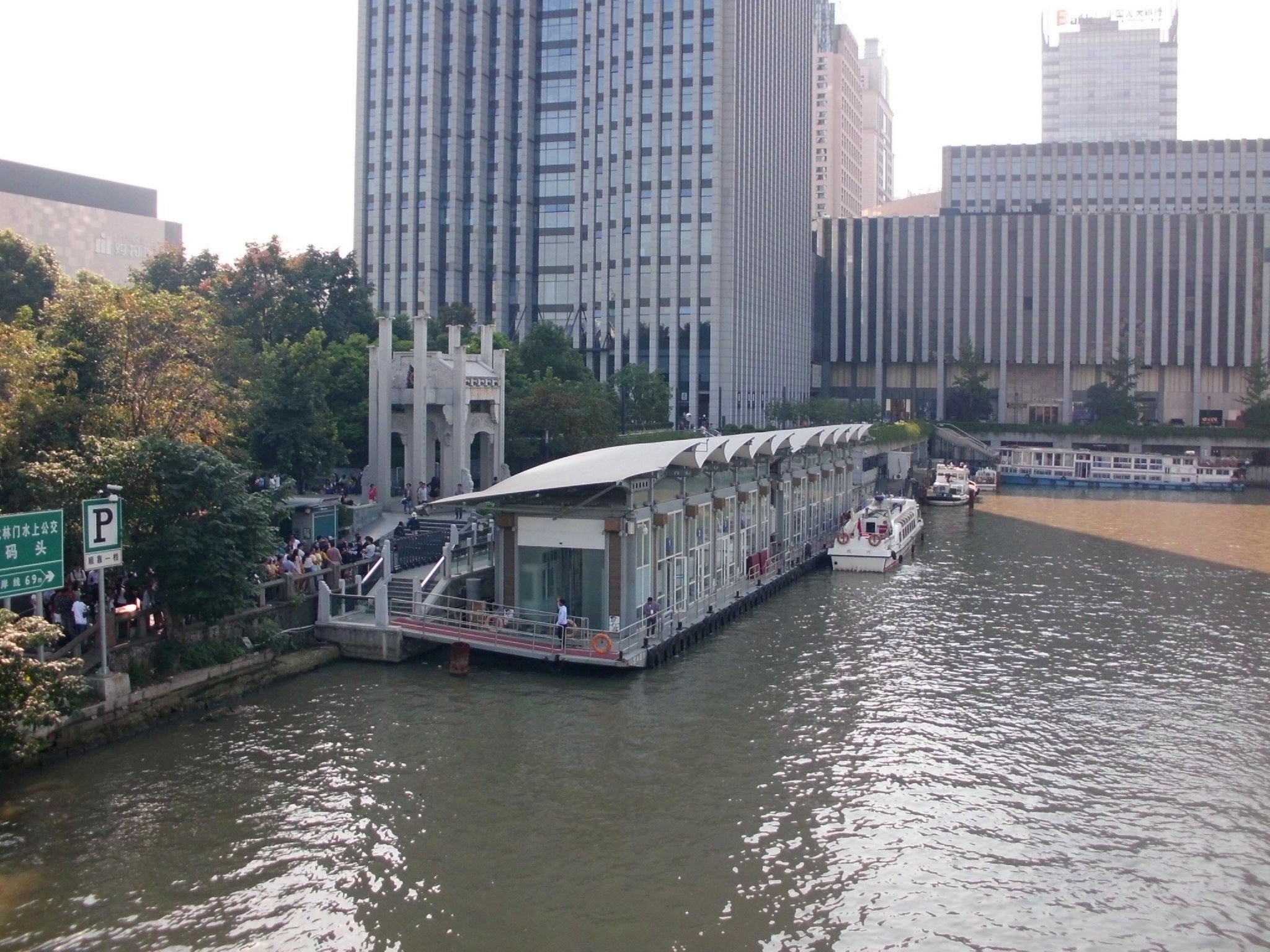
武林门码头

截止2012年底，杭州水上巴士的线路共有8条日常线路，遍布京杭大运河杭城段与余杭塘河、上塘河、胜利河、东河、中河、莲花港河、紫金港河等市区内的河道上。码头设置包括：
- 1号线：濮家站、艮山门站、武林门站、信义坊站、拱宸桥站
- 2号线：武林门站、信义坊站、北新关站、和睦站、古翠站、古墩路站、紫荆花路站、浙大站、杨家桥站、花蒋南站、蒋村站、西溪五常港站
- 3号线：打铁关站、朝晖站、工大站、杨家里站、大关站、上塘站、城北体育站、西文站、皋亭坝站、欢喜永宁站、杭玻站、北景园站、半山站、田园站、华中路站、览丁路站、丁桥站、赤岸站、长睦站、皋城站、临平站
- 4号线：武林门站、胜利河站、工大站、朝晖站、打铁关站
- 5号线：武林门站、信义坊站、北新关站、和睦站、古翠站、古墩路站、紫荆花路站、十五中站、紫金港桥站、汽车西站站
- 6号线：汽车西站站、天目山医院站、丰潭路文三西站、丰潭路文二西站
- 7号线：梅花碑站、城站火车站站、浙二医院站、葵巷建国路站、庆春路菜市桥站、潮鸣寺巷站、广安新桥站、宝善桥站、环城北路坝子桥站
- 8号线：河坊街吉祥巷站、惠民路口站、解放路丰乐桥南站、庆春路联桥站、体育场路梅登高桥站、长运路田家桥站

|                 |          |        |        |                          |
| 线路名称        | 起讫站   | 起讫站 | 起讫站 | 备注                     |
| 1号线（工作日） | 运河天地 | ↔      | 濮家   |                          |
| 1号线（节假日） | 运河天地 | ↔      | 武林门 |                          |
| 2号线           | 武林门   | ↔      | 蒋村   | 原终点西溪五常港暂时停运 |
| 3号线           | 打铁关   | ↔      | 半山   |                          |
| 7号线           | 坝子桥   | ↔      | 梅花碑 |                          |

除日常线路之外，杭州水上巴士还为观光客提供包船游览的服务。

## 船型
适应不同河道的航行条件，杭州水上巴士最初开通线路的船舶为中型客轮，后增添了漕舫外观设计的玻璃钢船和木包钢船，同时在特定的线路存在敞篷划船。水上巴士的动力多为机动，亦有人力手划以及混合动力的船只，载客量从18座至60座不等。

## 规划
杭州水上巴士是规划中杭州市“五位一体”公交系统的一部分，在计划中将与公交车、地铁、公共自行车、出租车等其他交通方案合理对接。例如最繁忙的武林门码头，与杭州地铁1号线、3号线的换乘站武林广场站仅有150米之遥，附近区域内的公交线路有六十余条，周边500米范围内的公共自行车服务点也有十多处。
水上巴士的线路有拓展至钱塘江的计划，预计将建设六和塔站、钱江新城站、滨江站、春江花月站等码头，规模各为1个泊位，设计泊位长度暂定为38米。

## 质疑
对水上巴士的质疑声包括班次间隔过长、运力有限、线路单一等等，而且在速度上与陆地公交车相比也并没有优势。因此，在上述瓶颈限制下，水上巴士的公共交通功能非常有限，无法真正缓解城区交通压力，运营方也坦言正朝旅游功能倾斜。